# Ghana op de Olympische Zomerspelen 1984
Ghana nam deel aan de Olympische Zomerspelen 1984 in Los Angeles, Verenigde Staten. Er werden geen medailles gewonnen.

## Deelnemers en resultaten

### Atletiek
| Olympiër                                               | Discipline             | Resultaat | Prestatie                                          |
| ------------------------------------------------------ | ---------------------- | --------- | -------------------------------------------------- |
| Philip Attipoe                                         | 100m (m)               | 38e       | serie 5: 5de in 10,60 kwartfinale 3: 7de in 10,78  |
| Collins Mensah                                         | 100m (m)               | 60e       | serie 9: 5de in 10,92                              |
| James Idun                                             | 200m (m)               | 64e       | serie 2: 7de in 22,55                              |
| Charles Moses                                          | 400m (m)               | 73e       | serie 8: 7de in 50,39                              |
| William Amakye                                         | 800m (m)               | 57e       | serie 6: 6de in 1.54,80                            |
| Philip Attipoe Makarios Djan Collins Mensah Rex Brobby | 4x100m (m)             | 20e       | serie 2: 5de in 40,20 halve finale 1: 5de in 40,19 |
| Francis Dodoo                                          | hink-stap-springen (m) | 23e       | kwalificatie groep B: 11de met 15,55m              |
|                                                        |                        |           |                                                    |
| Doris Wiredu                                           | 100m (v)               | 25e       | serie 3: 6de in 11,85 kwartfinale 1: 7de in 12,00  |
| Mercy Addy                                             | 400m (v)               | 27e       | serie 2: 7de in 58,91                              |
| Grace Bakari                                           | 800m (v)               | 24e       | serie 2: 6de in 2.14,50                            |
| Grace Armah Mary Mensah Cynthia Quartey Doris Wiredu   | 4x100m (v)             | 9e        | serie 2: 5de in 45,20                              |
| Martha Appiah Mercy Addy Mary Mensah Grace Bakari      | 4x400m (v)             | 10e       | serie 2: 5de in 3.40,38                            |

### Boksen
| Olympiër           | Discipline | Resultaat | Prestatie |
| ------------------ | ---------- | --------- | --- |
| Michael Ebo Dankwa | -48kg (m)  | 17e       | 1ste ronde: V van ISR Ben-Haim: 1-4                                                                            |
| Amon Neequaye      | -54kg (m)  | 17e       | 1ste ronde: vrij 2de ronde: V van ZIM Dube: 0-5                                                                |
| Christian Kpakpo   | -57kg (m)  | 17e       | 1ste ronde: vrij 2de ronde: V van KEN Wanjau: 0-5                                                              |
| Douglas Odame      | -60kg (m)  | 9e        | 1ste ronde: vrij 2de ronde: W van CAF Kossi: scheidsrechterlijke beslissing 3de ronde: V van ESP Hernando: 0-5 |
| Sullemana Sadik    | -71kg (m)  | 17e       | 1ste ronde: vrij 2de ronde: V van FRA Tiozzo: 0-5                                                              |
| Taju Akay          | -81kg (m)  | 17e       | 1ste ronde: V van USA Holyfield: scheidsrechterlijke beslissing                                                |

Algerije · Amerikaanse Maagdeneilanden · Andorra · Antigua en Barbuda · Argentinië · Australië · Bahama’s · Bahrein · Bangladesh · Barbados · België · Belize · Benin · Bermuda · Bhutan · Birma · Bolivia · Bondsrepubliek Duitsland · Botswana · Brazilië · Britse Maagdeneilanden · Canada · Centraal-Afrikaanse Republiek · Chili · China · Chinees Taipei · Colombia · Congo-Brazzaville · Costa Rica · Cyprus · Denemarken · Djibouti · Dominicaanse Republiek · Ecuador · Egypte · El Salvador · Equatoriaal-Guinea · Fiji · Filipijnen · Finland · Frankrijk · Gabon · Gambia · Ghana · Grenada · Griekenland · Groot-Brittannië · Guatemala · Guinee · Guyana · Haïti · Honduras · Hongkong · Ierland · IJsland · India · Indonesië · Irak · Israël · Italië · Ivoorkust · Jamaica · Japan · Joegoslavië · Jordanië · Kaaimaneilanden · Kameroen · Kenia · Koeweit · Lesotho · Libanon · Liberia · Liechtenstein · Luxemburg · Madagaskar · Malawi · Maleisië · Mali · Malta · Marokko · Mauritanië · Mauritius · Mexico · Monaco · Mozambique · Nederland · Nederlandse Antillen · Nepal · Nicaragua · Nieuw-Zeeland · Niger · Nigeria · Noord-Jemen · Noorwegen · Oeganda · Oman · Oostenrijk · Pakistan · Panama · Papoea-Nieuw-Guinea · Paraguay · Peru · Portugal · Puerto Rico · Qatar · Roemenië · Rwanda · Salomonseilanden · Samoa · San Marino · Saoedi-Arabië · Senegal · Seychellen · Sierra Leone · Singapore · Soedan · Somalië · Spanje · Sri Lanka · Suriname · Swaziland · Syrië · Tanzania · Thailand · Togo · Tonga · Trinidad en Tobago · Tsjaad · Tunesië · Turkije · Uruguay · Venezuela · Verenigde Arabische Emiraten · Verenigde Staten · Zaïre · Zambia · Zimbabwe · Zuid-Korea · Zweden · Zwitserland